# GameSpot
Гејмспот (енгл. GameSpot — „место игре”) веб-сајт је који нуди вести, критике и друге информације везане за видео-игре. Сајт се први пут појавио маја 1996. године, а уређивачи су били Пит Димер и Винс Броди. Откупио га је ZDNet , бренд који је касније купио CNET Networks. CBS Interactive који је купио  2008. године је тренутни власник сајта. GameSpot.com је један од 200 најпосећенијих сајтова на свету по статисикама Alex-е.